# Ficus fiskei
Ficus fiskei är en mullbärsväxtart som beskrevs av Adolph Daniel Edward Elmer. Ficus fiskei ingår i släktet fikonsläktet, och familjen mullbärsväxter. Inga underarter finns listade i Catalogue of Life.